# Chris Lawrence (Spezialeffektkünstler)
Chris Lawrence (* 20. Jahrhundert) ist ein britischer VFX Supervisor, der 2014 für Gravity den Oscar in der Kategorie Beste visuelle Effekte erhielt. 

## Leben
Er wuchs in London auf und studierte Maschinenbau am University College London. 2002 begann er, beim Visual Effects Unternehmen Framestore zu arbeiten. Dort war er an Filmen wie Harry Potter und die Kammer des Schreckens, Resident Evil und Troja beteiligt. 2007 wechselte er kurzzeitig zu den Pixar Animation Studios, kam aber nach Fertigstellung des Films WALL·E – Der Letzte räumt die Erde auf zurück zu Framestore. 
2013 zog er gemeinsam mit seiner Freundin Lorna Paterson, die ebenfalls für Framestore tätig ist, von London zur neuen Framstore-Niederlassung nach Montreal. 2014 erhielt er gemeinsam mit Tim Webber, Dave Shirk und Neil Corbould für Gravity den Oscar in der Kategorie Beste visuelle Effekte.

## Filmografie
- 2002: Harry Potter und die Kammer des Schreckens (Harry Potter and the Chamber of Secrets)
- 2002: Resident Evil
- 2004: Troja (Troy)
- 2005: Charlie und die Schokoladenfabrik (Charlie and the Chocolate Factory)
- 2005: Harry Potter und der Feuerkelch (Harry Potter and the Goblet of Fire)
- 2006: Superman Returns
- 2007: Ratatouille
- 2008: WALL·E – Der Letzte räumt die Erde auf (WALL·E)
- 2009: Drop
- 2010: Eine zauberhafte Nanny – Knall auf Fall in ein neues Abenteuer (Nanny McPhee and the Big Bang)
- 2010: Prince of Persia: Der Sand der Zeit (Prince of Persia: The Sands of Time)
- 2013: Gravity
- 2014: Edge of Tomorrow